# 齐树椿
齐树椿（1909年—？），男，直隶（今河北）蠡县人，中国公路勘察设计专家，曾任交通部第一公路勘察设计院总工程师、顾问。